# Hiệp Hòa, Cầu Ngang
Hiệp Hòa là một xã cũ thuộc huyện Cầu Ngang, tỉnh Trà Vinh, Việt Nam.

## Địa lý
Xã Hiệp Hòa có vị trí địa lý:
- Phía đông giáp xã Mỹ Hòa và xã Thuận Hòa
- Phía tây giáp xã Trường Thọ
- Phía nam giáp xã Nhị Trường
- Phía bắc giáp huyện Châu Thành và xã Kim Hòa.

Xã Hiệp Hòa có diện tích 22,55 km², dân số năm 2019 là 8.302 người, mật độ dân số đạt 368 người/km².

## Hành chính
Xã Hiệp Hòa được chia thành 7 ấp: Ba So, Bình Tân, Hòa Lục, Phiêu, Sóc Chuối, Sóc Xoài, Tri Liêm.

## Lịch sử
Sau năm 1975, Hiệp Hòa là một xã thuộc huyện Cầu Ngang.
Ngày 27 tháng 3 năm 1985, Hội đồng Bộ trưởng ban hành Quyết định 86-HĐBT về việc chia xã Hiệp Hòa thành hai xã là xã Hiệp Hòa và xã Kim Hòa.
Xã Hiệp Hòa gồm 7 ấp: Hoà Lục, Sóc Soài, Sóc Chuối, Bình Tân, Chi Liêm, Ba So, Phiêu.